# The ReVe Festival 2022: Feel My Rhythm
The ReVe Festival 2022: Feel My Rhythm es el quinto EP especial del grupo femenino surcoreano Red Velvet y cuarto álbum de la serie "The ReVe Festival". Fue lanzado por SM Entertainment el 21 de marzo de 2022 y distribuido por Dreamus. Su fecha de lanzamiento fue escogida para conmemorar el cumpleaños de Johann Sebastian Bach. El álbum contiene seis pistas, incluido el sencillo principal «Feel My Rhythm».

## Antecedentes y lanzamiento
El 18 de febrero de 2022, SM Entertainment, compañía discográfica del grupo, informó que Red Velvet se encontraba preparando un álbum con el objetivo de lanzarlo en marzo de ese año. El 21 de febrero, se anunció que se llevaría a cabo un concierto especial titulado "The ReVe Festival: Prologue" del 19 al 20 de marzo, mientras que el 2 de marzo, SM Entertainment anunció el lanzamiento del miniálbum The ReVe Festival 2022: Feel My Rhythm , confirmando como su fecha de estreno el 21 de marzo de 2022.
El 7 de marzo se reveló el cronograma de publicaciones del nuevo miniálbum, mientras que los días siguientes fueron publicados pósteres promocionales de las miembros del grupo bajo el concepto del nuevo lanzamiento. A partir del 8 de marzo, se lanzaron secuencialmente imágenes de adelanto del grupo. El EP fue lanzado finalmente el 21 de marzo de 2022.

## Lista de canciones
| CD / Descarga digital |                   |                           |                                                                                    |                                        |          |  |
| N.º                   | Título            | Letras                    | Música                                                                             | Arreglos                               | Duración |  |
| 1.                    | «Feel My Rhythm»  | Seo Ji-eum                | Jake K (Artiffect), Maria Marcus, Andreas Öberg, MCK (Artiffect)                   | Jake K, MCK                            | 3:30     |  |
| 2.                    | «Rainbow Halo»    | Seo Ji-eum                | Harvey Mason Jr., Michael R!ot Wyckoff, Patrick "J. Que" Smith, Britt Burton, Deez | Harvey Mason Jr., Michael R!ot Wyckoff | 3:28     |  |
| 3.                    | «Beg For Me»      | Jo Yoon-kyung             | Josefin Glenmark, Gavin Jones, Ludwig Lindell (Caesar & Loui)                      | Ludwig Lindell                         | 3:32     |  |
| 4.                    | «Bamboleo»        | Cha Yu-bin (Verygoods)    | Jake K, Maria Marcus, Andreas Öberg, MCK                                           | Jake K, MCK                            | 3:28     |  |
| 5.                    | «Good, Bad, Ugly» | Danke (Lalala Studio)     | Park Geun-tae, MinGtion, Sophia Pae                                                | MinGtion                               | 3:01     |  |
| 6.                    | «In My Dreams»    | Kim Su-ji (Lalala Studio) | Alma Goodman, Alida Garpestad Peck, Kristoffer Tømmerbakke, Erik Smaaland          | Kristoffer Tømmerbakke, Erik Smaaland  | 3:24     |  |
| 20:23                 |                   |                           |                                                                                    |                                        |          |  |

## Reconocimientos

### Premios y nominaciones
| Año  | Evento             | Premio                  | Resultado | Ref.   |
| ---- | ------------------ | ----------------------- | --------- | ------ |
| 2022 | Genie Music Awards | Álbum del año (Daesang) | Nominado  | [ 13 ] |

### Listados
| Publicación | Listado                          | Lugar    | Ref.   |
| ----------- | -------------------------------- | -------- | ------ |
| Idology     | 20 mejores álbumes K-Pop de 2022 | Incluida | [ 14 ] |
| Nylon       | The best K-Pop releases of 2022  | Incluida | [ 15 ] |

## Historial de lanzamiento
| País          | Fecha               | Formato                       | Sello                     |
| ------------- | ------------------- | ----------------------------- | ------------------------- |
| Corea del Sur | 21 de marzo de 2022 | CD Descarga digital streaming | SM Entertainment, Dreamus |